# Onze-Lieve-Vrouw van de Heilige Rozenkranskerk (Schijndel)

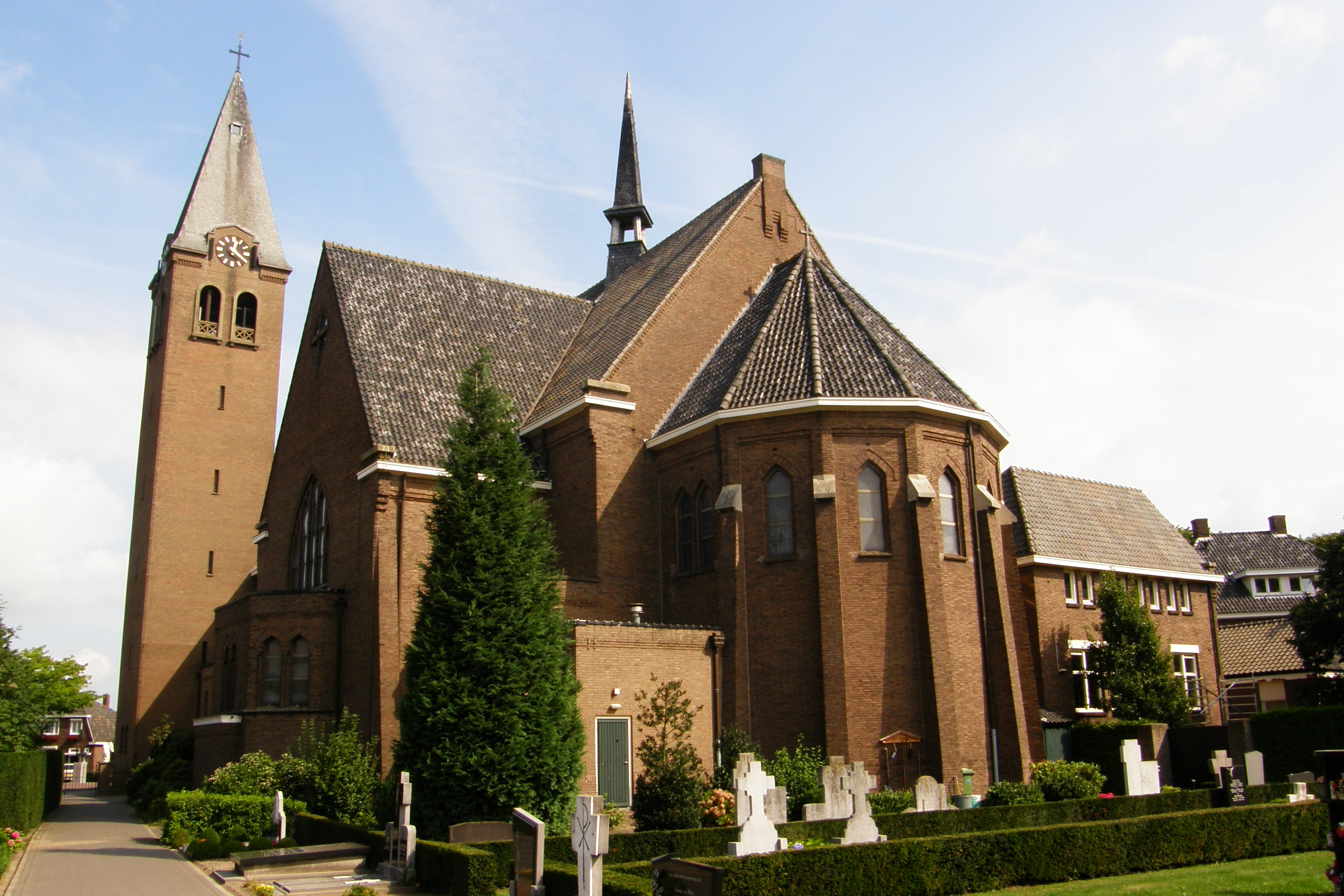
Onze-Lieve-Vrouw van de Heilige Rozenkranskerk

De Onze-Lieve-Vrouw van de Heilige Rozenkranskerk is een voormalige parochiekerk in de tot de Noord-Brabantse gemeente Meierijstad behorende plaats Schijndel. Het kerkgebouw is gelegen aan de Boschweg 118.

## Geschiedenis
Deze kerk werd gebouwd in 1928-1929 voor het gehucht Boschweg, dat aldus een dorpskarakter kreeg maar uiteindelijk vastgebouwd raakte aan Schijndel. Het ontwerp was van het architectenbureau Liempd & Donders. In 1955 werd de kerk nog uitgebreid met een voorgevel en een toren.
In 2013 werd de kerk onttrokken aan de eredienst. In 2018 werden er plannen ontvouwd om er woningen en een winkeltje in te beginnen. In de kerk kwamen zorgwoningen en in de doopkapel kwamen activiteiten als horeca en dagbesteding.

## Gebouw
Het betreft een driebeukige bakstenen kruiskerk met verlaagd koor en een toren die naast de voorgevel is gebouwd en een tentdak als spits heeft.